# スタディオ・オリンピコ・グランデ・トリノ
スタディオ・オリンピコ・グランデ・トリノ（Stadio Olimpico Grande Torino）は、イタリア・トリノ南部のサンタ・リータ地区にある競技場。セリエA・トリノFCがホームスタジアムとして使用している。旧称スタディオ・オリンピコ・ディ・トリノ（Stadio Olimpico di Torino） 。

## 概要
元々1933年に、1934年のFIFAワールドカップのために建設され、時の為政者ムッソリーニにちなんで「スタディオ・ムッソリーニ」と名付けられた。第二次世界大戦後、「スタディオ・コムナーレ」と改称。
2006年トリノオリンピックのために改築され、開会式と閉会式がそれぞれ2006年2月10日と2月26日に行われた。右写真で右端に見えるのがオリンピック開催時の聖火台である。
オリンピックの終了後はトリノFCのホームスタジアムとなる。2006-2007シーズンにスタディオ・デッレ・アルピが取り壊され、新スタジアムユヴェントス・スタジアム竣工までの間、ユヴェントスFCも2011年までホームスタジアムとして使用していた。
2016年4月、1940年代にグランデ・トリノと呼ばれ無類の強さを誇りスペルガの悲劇に巻き込まれ命を落とした当時のトリノFCの選手たちを称え、スタディオ・オリンピコ・グランデ・トリノと改名されることがトリノ議会で可決した。